# Terroso (Villardevós)
Terroso (llamada oficialmente Santa Cruz de Terroso) es una parroquia y un lugar del municipio español de Villardevós, en la provincia de Orense, Galicia.

## Organización territorial
La parroquia está formada por dos entidades de población:
- Soutocobo (Soutocovo)
- Terroso

## Demografía

### Parroquia
| Gráfica de evolución demográfica de Terroso (parroquia) entre 2000 y 2023 |
|                                                                           |
| Datos según el nomenclátor publicado por el INE.                          |

### Lugar
| Gráfica de evolución demográfica de Terroso (lugar) entre 2000 y 2023 |
|                                                                       |
| Datos según el nomenclátor publicado por el INE.                      |